# Schiffsmuseum Trokadero Marina

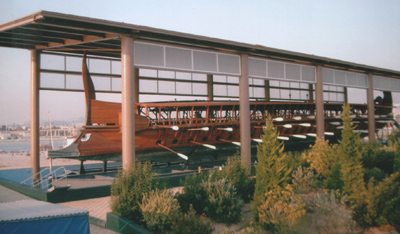
Nachbau einer attischen Triere

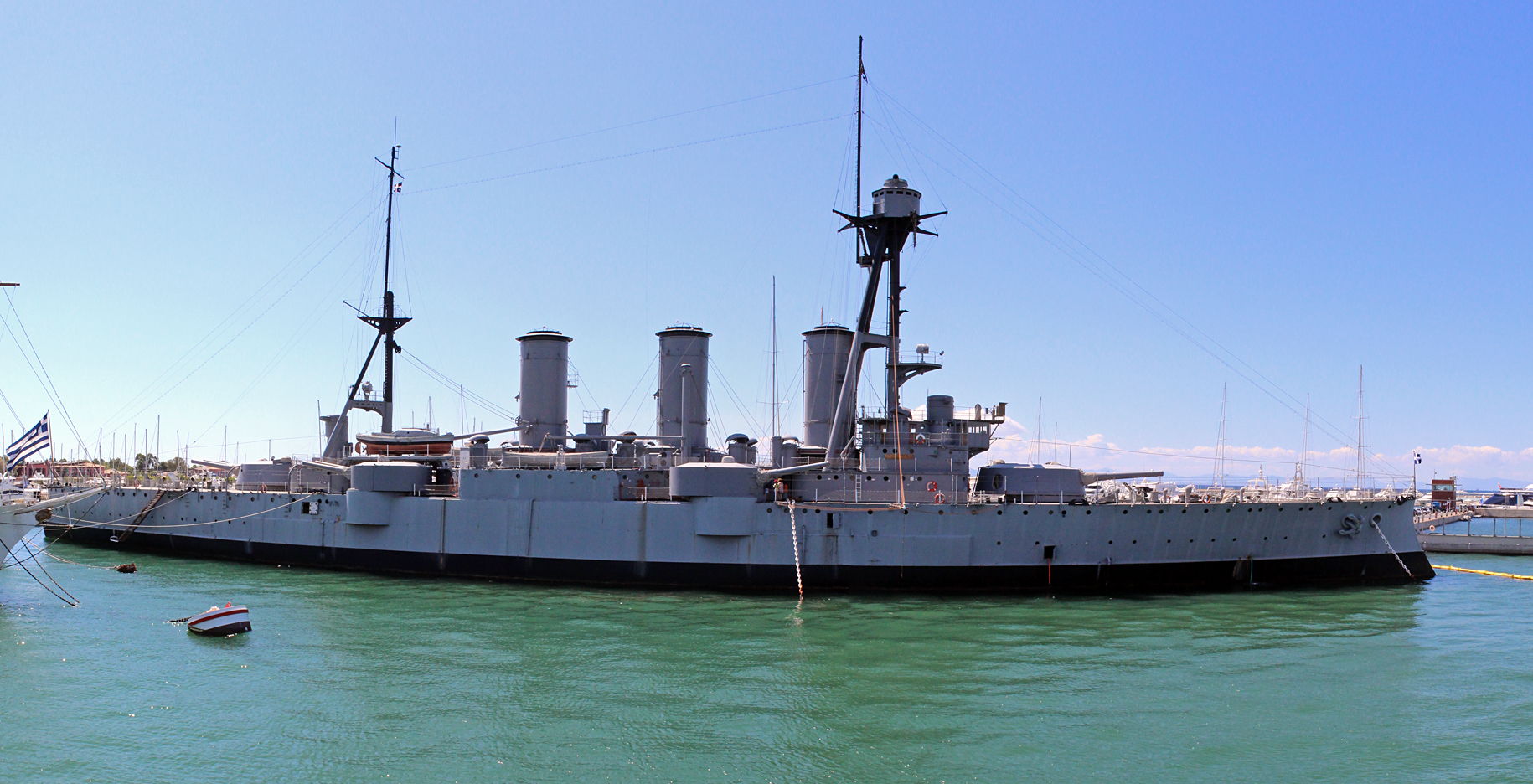
Die Georgios Averoff 2014

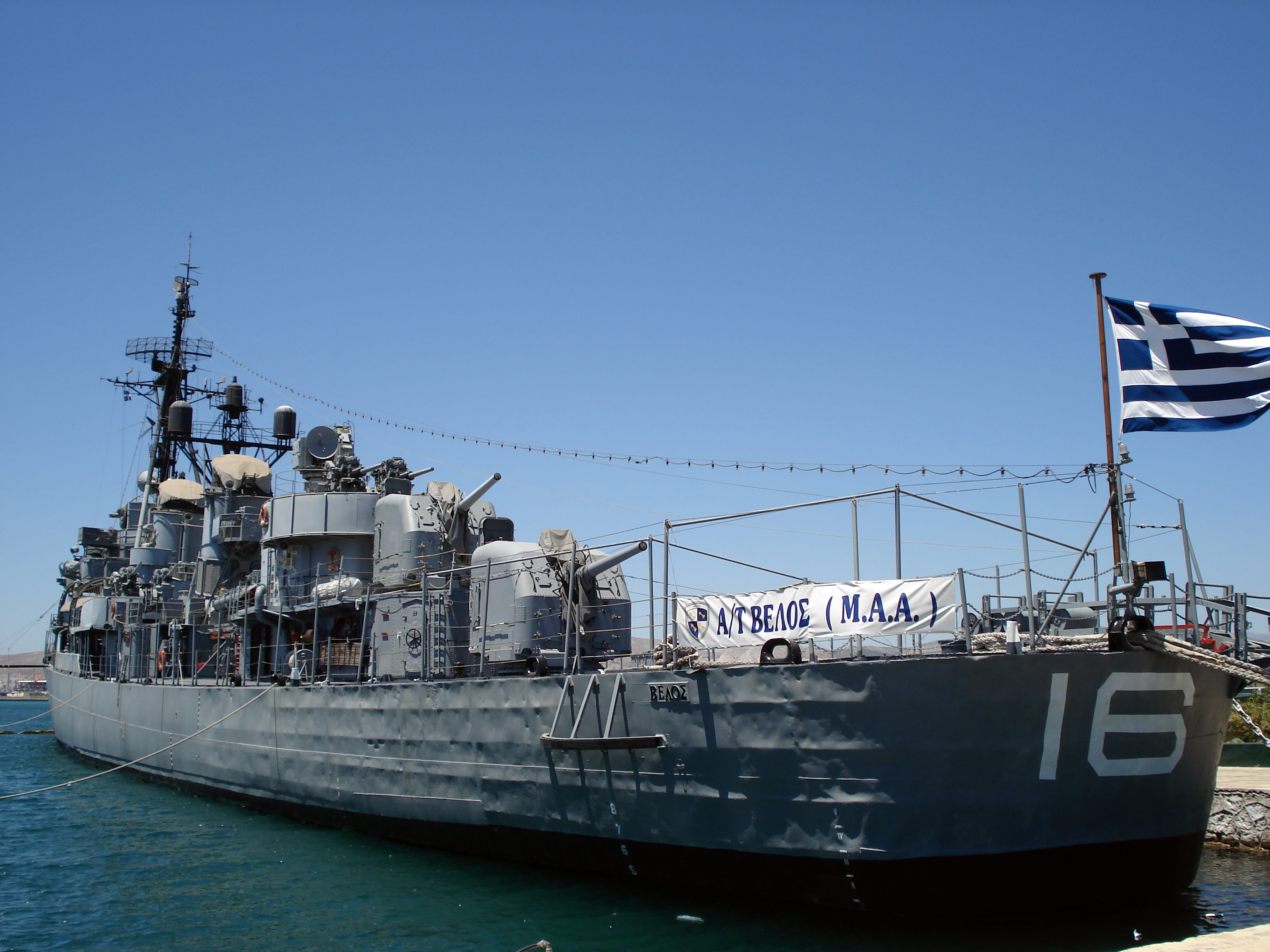
Velos/D16

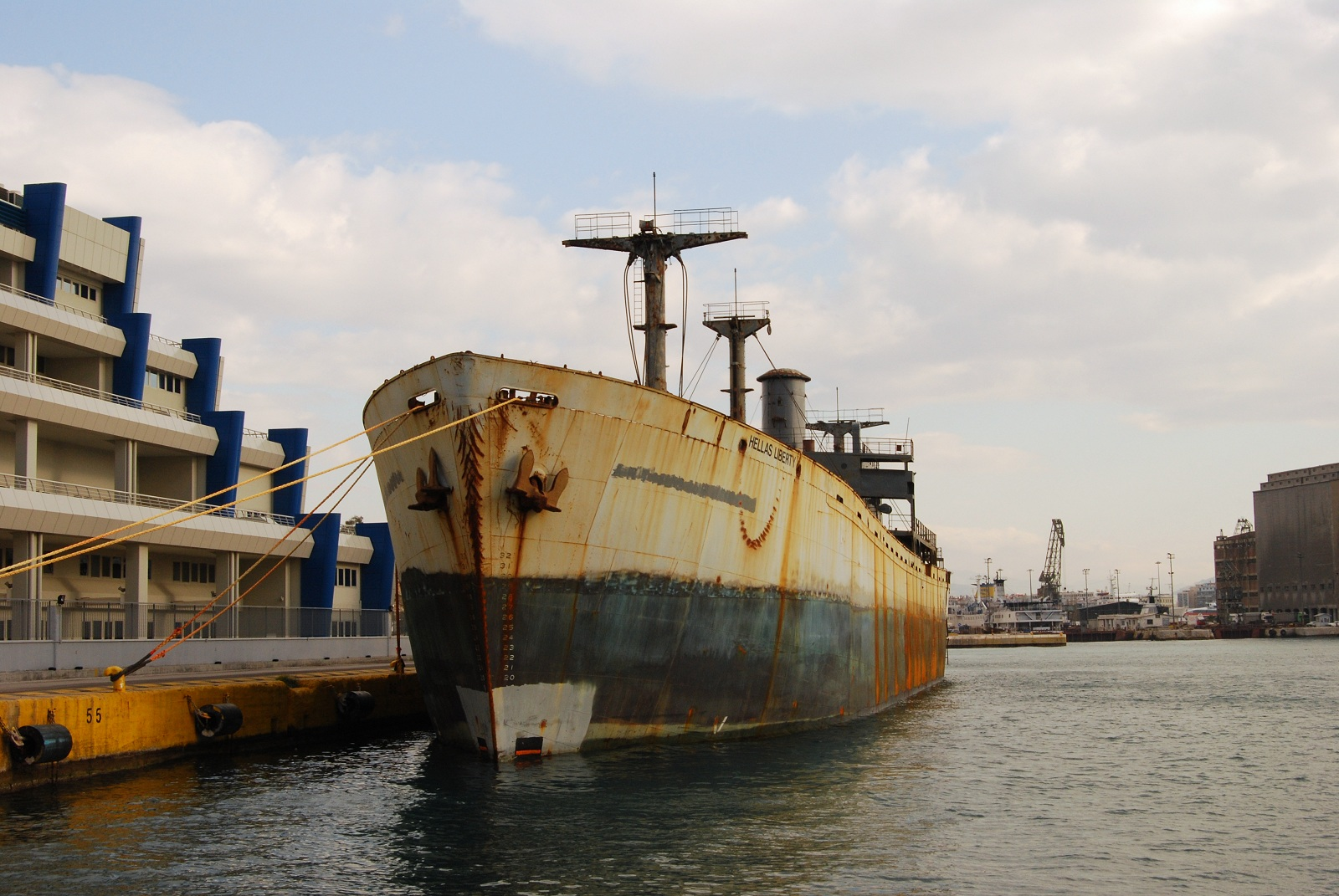
Der Liberty-Frachter Hellas Liberty (ab 2011)

Das Schiffsmuseum Trokadero Marina befindet sich im Athener Vorort Paleo Faliro. Das Museum ist keine eigene Institution, sondern eher ein Park, in dem Exponate verschiedener Träger gezeigt werden. Es ist am besten mit der Straßenbahn (Haltestelle Trokadero) zu erreichen. 

## Exponate (Auswahl)
- Nachbau einer attischen Triere (Dreiruderer) des 5. Jahrhunderts v. Chr.: 36,9 m lang, 5,5 m breit, 70 Tonnen schwer, 4 Knoten Reisegeschwindigkeit (ein Hauptsegel, ein Vorsegel) beim Einsatz der halben Ruderbesatzung, bis 9 Knoten schnell beim Einsatz aller Ruderer, eine 180-Grad-Drehung in einer Minute; Besatzung : 170 Ruderer, 10 Matrosen, etwa 10 Soldaten. Der Neubau mit dem Namen Olympias entstand 1987 im Rahmen eines Projekts der Experimentellen Archäologie.
- Panzerkreuzer Georgios Averoff: Sechs Geschütztürme, 140 m lang, 21 m breit, 10.300 Tonnen schwer, 23 Knoten, 670 Mann Besatzung (im Einsatz bis 1.200 Mann), Teilnahme an dem Balkankrieg und beiden Weltkriegen. Er war von 1911 bis 1955 in Dienst und spielte in der neugriechischen Geschichte eine wichtige Rolle. Er war ein Geschenk des Kaufmanns Georgios Averoff an sein Land. Heute ist die Georgios Averoff der letzte intakte Panzerkreuzer aus dem frühen 20. Jahrhundert.
- Zerstörer Velos: Die Velos (griechisch Βέλος, Pfeil) ist ein Schiff der Fletcher-Klasse und war als USS Charrette von 1942 bis 1945 während des Zweiten Weltkriegs bei der US Navy im Dienst. Ihre wichtigsten Einsätze hatte sie in Japan und China. 1959 wurde das Schiff der griechischen Marine übergeben. Während einer NATO-Übung im Mai 1973 verließ die Velos unter Kapitän Pappas aus Protest gegen die griechische Militärjunta den Flottenverband und fuhr nach Rom.[1] Dieses Ereignis trug zum Fall des Regimes ein Jahr später bei.
- Es war ursprünglich geplant den Liberty-Frachter Hellas Liberty als Erinnerung an die 98 Liberty-Frachter, die nach 1945 den Grundstock der griechischen Handelsflotte bildeten hier auszustellen. Das Schiff wurde von den USA gekauft und gestiftet, die Restaurierungskosten trug ein griechischer Reeder. Es ist jedoch seit Juni 2010 im Hellas Liberty Museum im Hafen von Piräus zu sehen.

## Weitere Schifffahrtsmuseen in Griechenland
- Griechisches Schifffahrtsmuseum, Piräus[2]
- Schifffahrtsmuseum Andros
- Schifffahrtsmuseum Kreta
- Schifffahrtsmuseum Galaxidi
- Ägäisches Schifffahrtsmuseum, Mykonos
- Museum der Handelsmarine, Piräus
- Museum nautischer Tradition, Piräus
- Schifffahrtsmuseum Santorin
- Schifffahrtsmuseum Symi